# Educación en Corea del Norte

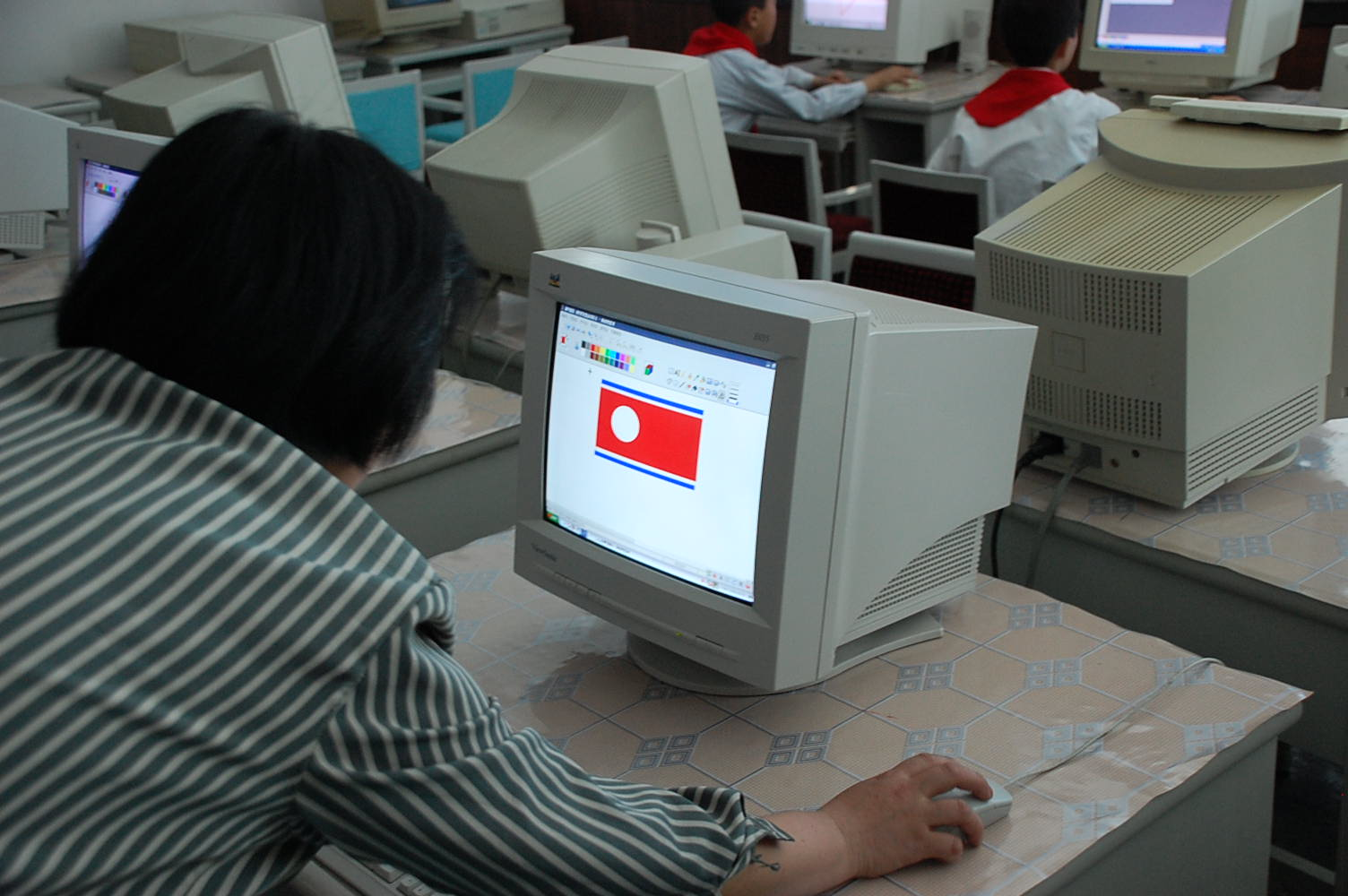
Una clase de informática en una escuela.

La educación en Corea del Norte es una educación universal y financiada por el gobierno. La tasa de alfabetización nacional autoinformada para ciudadanos de 15 años o más es del 100 por ciento (aprox.). Los niños pasan por un año de jardín de infancia, cuatro años de educación primaria, seis años de educación secundaria y luego la universidad.
En 1988, la Organización de las Naciones Unidas para la Educación, la Ciencia y la Cultura (UNESCO) informó que Corea del Norte tenía 35.000 profesores de preprimaria, 60.000 de primaria, 111.000 de secundaria, 23.000 de facultad y universidad y 4.000 otros profesores de postsecundaria.
Según un norcoreano que escapo del país, la educación no es de muy buena calidad, así mismo, no se escapa de la propaganda gubernamental, además, si hay algo externo a la educación misma, los propios padres deben de pagarlo normalmente, además, de que es de muy pobre la calidad de los materiales educativos.